# غوستافو موسكوسو
غوستافو موسكوسو سيغوندو (بالإسبانية: Gustavo Moscoso)‏ ، من مواليد 10 أغسطس 1955 ، لاعب كرة قدم تشيلي سابق.
لعب مع منتخب تشيلي لكرة القدم.

## روابط خارجية
- غوستافو موسكوسو على موقع الاتحاد الدولي (مؤرشف)  (الإنجليزية)
- غوستافو موسكوسو على موقع قاعدة بيانات كرة القدم.إي يو (الإنجليزية)
- غوستافو موسكوسو على موقع ناشيونال فوتبول تيمز (الإنجليزية)
- غوستافو موسكوسو على موقع عالم كرة القدم.نت (الإنجليزية)